# Physalaemus petersi
Physalaemus petersi é uma espécie de anfíbio da família Leptodactylidae.
Pode ser encontrada nos seguintes países: Bolívia, Brasil, Colômbia, Equador, Guiana Francesa e Peru.
Os seus habitats naturais são: florestas subtropicais ou tropicais húmidas de baixa altitude, rios e marismas de água doce.
Está ameaçada por perda de habitat.